# گره
1. گره یارن (Yarn knot)
2. گره منروپ (Manrope knot)
3. گره مادربزرگ (Granny knot)
4. گره دیواری و تاجی (Wall and crown knot)
5. گره متیو واکر (Matthew Walker's knot)
6. گره کفن (Shroud knot)
7. گره سر ترک (Turk's head knot)
8. گره سردست و گره هشت
9. گره ریف، گره مربع
10. دو نیمه ضربه (Two half-hitches)

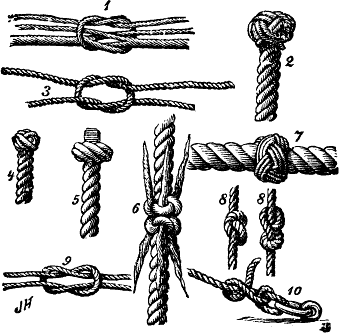
تعدادی از انواع گره ها

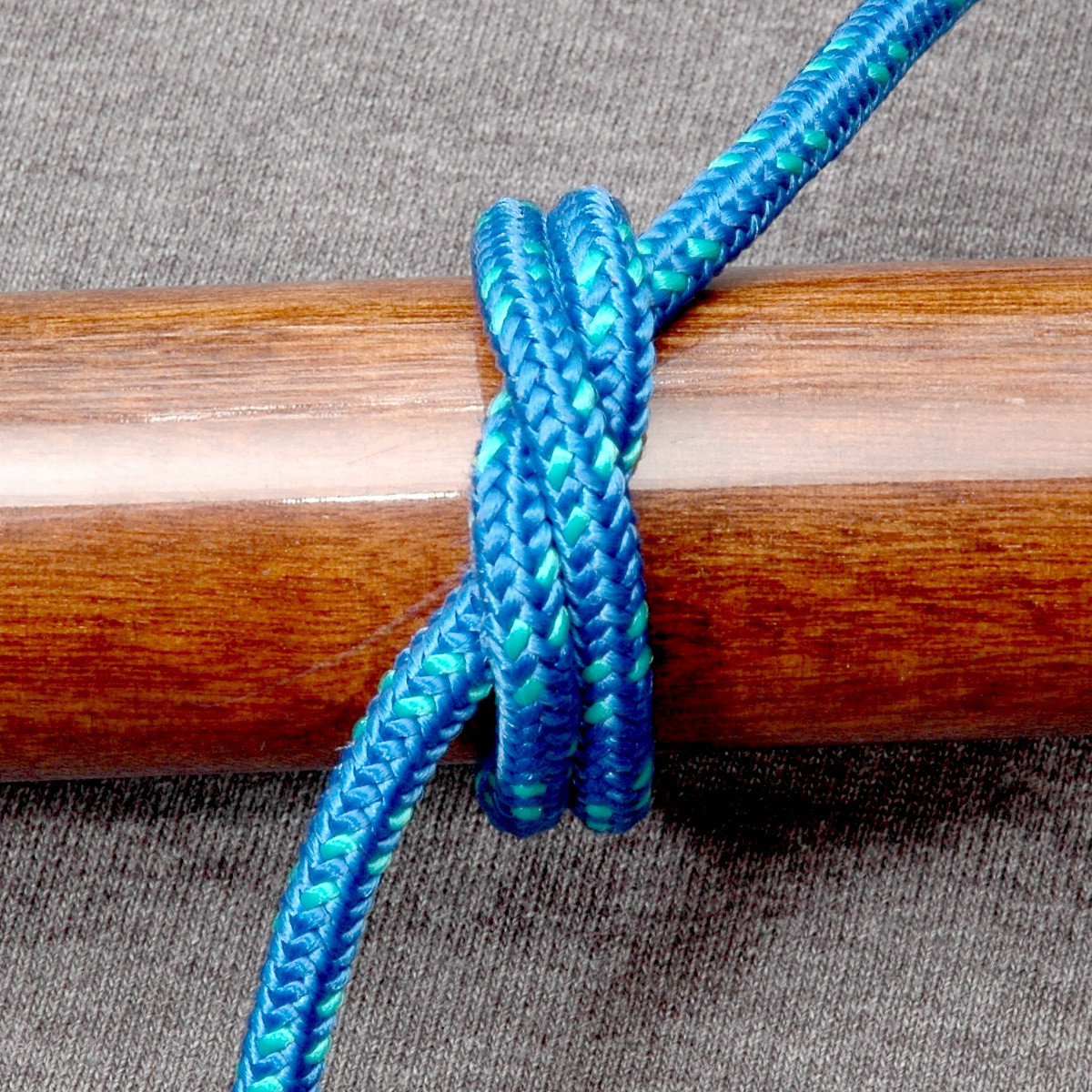
گره خفه‌بند، به‌دور یک چوب.

گِره (به انگلیسی: knot) یک عارضه عمدی در طناب یا بند است که ممکن است کاربردی یا تزئینی یا هر دو باشد. گره‌های کاربردی بر اساس عملکرد طبقه‌بندی می‌شوند، از جمله گره‌های مانع (Hitches)، گره‌های اتصال دو طناب، گره‌های حلقه ای و گره‌های اتصالات (یک اتصال طناب را به جسم دیگری می‌بندد).
گره‌ها به ویژه برای نجاتگران، ملوانان و کوهنوردان، دارای اهمیت زیادی هستند؛ ولی آشنا بودن با گره‌ها، در زندگی روزانه نیز ضروری به نظر می‌رسد. گره‌ها در کمند اندازی، بسته‌بندی بسته‌ها و بستن سر طناب یا نخ‌های کوتاه به کار می‌روند.
گره‌ها، دارای انواع مختلف و کاربردهای گوناگونی هستند. انتخاب گرهٔ مناسب، نیمی از هنر گره زدن صحیح است.

## تاریخچه
گره و گره زدن در طول تاریخ مورد استفاده و بررسی قرار گرفته‌است. به عنوان مثال، گره زدن چینی یک هنر دستی تزئینی است که به عنوان شکلی از هنرهای مردمی چینی در سلسله تانگ و سونگ (۱۲۷۹–۹۶۰ میلادی) در چین آغاز شد و بعداً در مینگ رواج یافت. نظریه گره، مطالعه اخیر ریاضی در مورد گره‌ها است.
گره‌های باستانی در دوران باستان شامل گره زنجیر بطری، گره بولین، گره پنجه گربه، گره خفت (ماستورف)، گره گاوچران (خود حمایت)، گره ماهیگیر دوتایی (دبل فیشرمن)، گره بولین اسکیمو، گره هشت، گره ماهیگیر (فیشرمن)، گره نیم هیچ، گره حلقه کالمیک، گره خم یک طرفه، گره سردست، حلقه سردست، گره صخره ای، گره بولین پیشرونده، گره تک لنگه، گره دزد، گره سر ترک، و گره دو نیمه ضربه؛ می‌شود.
یازده گره اصلی چینی شامل گره چهار گل، گره شش گل، گره دکمه چینی، گره اتصال دوبل، گره دو سکه، آجرماکی، گره متقابل، گره مربع، گره Plafond، گره پان چانگ و گره خوشبختی است.

## استفاده
گره‌های بسیار متنوعی وجود دارد که هرکدام دارای خواصی هستند که آنها را برای انجام انواع کارها مناسب می‌کنند. برخی از گره‌های کاربردی برای اتصال طناب به اشیا (مانند کارگاه، هارنس، درخت، ستون و…) یا به طناب دیگر استفاده می‌شوند. گره‌های تزئینی نیز معمولاً به خود متصل می‌شوند و الگوهای جذابی تولید می‌کنند.

#### آموزش

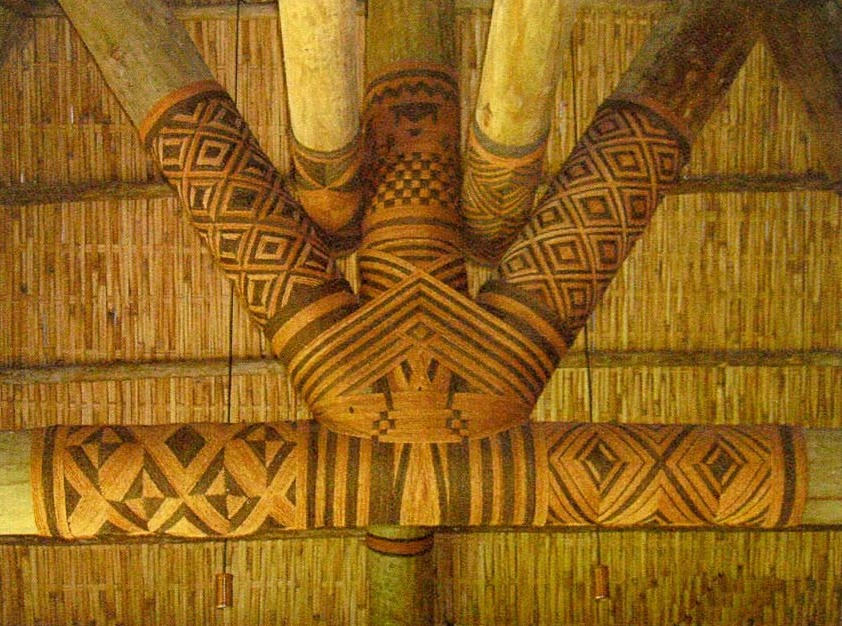
استفاده از نوعی گره تزئینی - دور ستون‌های سقفی چوبی در فیجی

در حالی که برخی از افراد می‌توانند به فیلم‌ها یا عکس‌ها نگاه کنند و گره‌های مصور شده در ذهن خود را ببندند، برخی دیگر با مشاهده چگونگی گره زدن افراد، بهترین چیز را می‌آموزند. مهارت گره زدن گره‌ها اغلب توسط ملوانان، پیشاهنگان، کوهنوردان، دره نوردان، غارنوردان، درختکاران، متخصصان نجات، هنرهای صحنه، ماهیگیران، مأموران خطوط برق و جراحان منتقل می‌شود. انجمن صنفی بین‌المللی گره، سازمانی است که به ارتقاء گره زدن اختصاص دارد.

#### کاربرد
کامیون دارانی که نیاز به اطمینان از بار دارند ممکن است از گره تراکرهیچ (Trucker's Hitch) استفاده کنند. گره‌ها می‌توانند غارنوردان را از دفن شدن در زیر سنگها نجات دهند. همچنین می‌توان از بسیاری از گره‌ها به عنوان ابزار موقت استفاده کرد، به عنوان مثال، از بولین می‌توان به عنوان حلقه نجات استفاده کرد و از آن فرود رفت، از گره حمایت (Munter Hitch) می‌توان برای حمایت از فرد در ارتفاع استفاده کرد، از گره الماس به‌طور گسترده‌ای برای بستن بسته‌ها به خرها و قاطرها استفاده می‌شد.

##### نجات
در محیط‌های خطرناک مانند کوه‌ها، گره‌ها بسیار مهم هستند. در صورت سقوط کسی در یک دره یا یک عارضه طبیعی، با تجهیزات صحیح و دانش گره‌ها می‌توان یک سیستم راپل را تنظیم کرد تا یک امدادگر به موقعیت مصدوم رسیده و به او کمک برساند همچنین نیز می‌توان یک سیستم حمل و نقل با کمک گره‌ها را تنظیم کرد تا به شخص سوم اجازه دهد هم نجات دهنده و هم مصدوم را از دره بیرون بکشید. همچنین دیگر کاربرد گره می‌توان ایجاد یک خط بلند با طناب بین دو نقطه (تی رول) که شبیه یک زیپ لاین است و می‌تواند برای جابجایی تجهیزات، افراد زخمی یا عبور عرضی از رودخانه‌ها، شکاف‌ها یا دره‌ها استفاده شود. توجه داشته باشید سیستم‌های ذکر شده معمولاً به کارابین‌ها و استفاده از چند گره مناسب نیاز دارند. این گره‌ها شامل گره بولین، گره هشت دولا، گره حمایت، گره ایتالیایی، گره پروسیک، گره بلوک خودکار و گره خفت است؛ بنابراین هر فردی که به یک محیط کوهستانی می‌رود باید دانش اساسی در مورد گره‌ها و سیستم‌های گره ای داشته باشد تا ایمنی و توانایی انجام فعالیت‌هایی مانند راپل را افزایش دهد.

## خواص

##### قدرت
ایجاد گره‌ها بروی طناب، مقاومت طناب را ضعیف می‌کنند. وقتی طناب گره خورده به نقطه شکست خود رسیده و از هم گسسته می‌شود، تقریباً همیشه در گره یا نزدیک آن این گسست اتفاق می‌افتد، مگر اینکه طناب در جای دیگری معیوب باشد یا آسیب دیده باشد. نیروهای خمشی، له شدگی و سایش که گره ای را در جای خود نگه می‌دارند نیز الیاف طناب را به‌طور ناهموار تحت تنش قرار می‌دهد و در نهایت منجر به کاهش مقاومت طناب می‌شود. مکانیسم‌های دقیق ایجاد ضعف و شکست پیچیده هستند و موضوع بسیار مهمی برای ادامه مطالعه هستند. الیاف خاصی که تحت فشار واکنش‌های متفاوتی دارند در حال تولید است و از آنجا که مربوط به انواع گره است برای بررسی تنش در مقاومت طناب استفاده می‌شود.

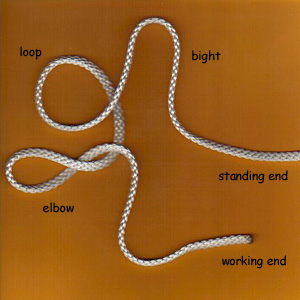
پایه ایجاد انواع گره بر روی طناب

استحکام نسبی گره که به آن بازده گره نیز گفته می‌شود، مقاومت شکستن یک طناب گره خورده متناسب با قدرت شکستن طناب بدون گره است. تعیین مقدار دقیق بازده گره برای یک گره خاص دشوار است زیرا عوامل زیادی می‌توانند در آزمایش کارایی گره تأثیر بگذارند: نوع الیاف، نوع طناب، اندازه طناب، مرطوب یا خشک بودن طناب، نحوه ایجاد گره (نوع گره زدن) قبل از بارگیری، سرعت بارگذاری، اینکه گره بارها بارگذاری می‌شود و غیره. بازده گره‌های متداول بین ۴۰–۸۰٪ مقاومت اصلی طناب است.
در بیشتر مواقع تشکیل حلقه و خم برای ایجاد گره‌های معمولی بسیار کاربردی تر از استفاده از گره‌های اتصالی با طناب است (ایجاد شکست در طناب برای گره زدن بسیار می‌تواند خطر آفرین باشد زیرا که از مقاومت طناب بسیار می‌کاهد)، حتی اگر این حالت تقریباً قدرت کامل طناب را حفظ کند. کاربران محتاط به دلیل ضعیف شدن طناب در اثر ایجاد گره‌ها، سایش، آسیب دیدگی، وارد شدن شوک و غیره، اجازه می‌دهند تا مقدار زیادی از مقاومت طناب برای یک کار دیگر استفاده شود، حد بار طناب به‌طور کلی با ضریب ایمنی مخصوصی مشخص می‌شود، برای برنامه‌های مهم این نسبت تا حدود ۱۵: ۱. برای کاربردهای تهدید کننده زندگی و با ریسک بالا، عوامل دیگری در تعیین این ضریب نقش دارند.

## گونه‌های گره

### گره افسار درسوارکاری
- گره راحت‌بازشو
- گره اخیه: گرهی است به شکل هشت لاتین، گره‌ای که از سر خوردن و لغزیدن جلوگیری می‌کند و به خوبی به دور گردن اسب بسته می‌شود و خطرناک نیست.
- گره پاپیون: گره دایره‌ای یا به صورت رشته که برای بستن یک یا چند چیز استفاده می‌شود.
- گره کمند
- گره‌های تنگ ورشو
- گره دوطرفه (گره گردن)
- گره انگلیسی: گره‌ای که انتهای آن پیچش کمی دارد و توسط فرد به تنهایی به کار می‌رود و فشاری ثابت دارد.

### در کوهنوردی
- گره کوهنوردی
- گره هشت
- گره هشت تعقیبی
- گره ضامن
- گره خودقفل‌شونده
- گره خودقفل ماکارد
- گره خودقفل ضربدری
- گره خودقفل باخ‌من
- گره خودقفل پروسیک
- گره خودقفل پروسیک فرانسوی
- گره بولین
- گره خودحمایت (گره قلاب میخکی (Clove Hitch) یا گره مست ورف هم نامیده می‌شود).
- گره حمایت یا گره نیم مست ورف.
- گره هشت‌یک‌لا
- گره دوسرطناب سردست (برای راحتی حرکت گره بر روی لبه سنگ)
- گره دوسرطناب یک‌لا (برای طناب‌های هم قطر)
- گره دوسرطناب دو لا (برای طناب‌های غیر هم قطر)
- گره دوسر نوار
- گره لغزنده (جهت اتصال و تنظیم طناب چادر)
- گره پروانه (جهت ایجاد حلقه در وسط طناب)
- گره خمیده (Sheet Bend)
- گره خمیده دولا
- گره خمیده تمام‌کریک (Full Carrick Bend) (نوعی گره دوسرطناب برای طناب‌های غیر هم جنس)
- گره تاج سه‌لا (Triple Crown Knot) (گره‌ای جهت ایجاد دو حلقه در سر طناب)
- گره بولین دولا (Bowline on a Bight) (جهت ایجاد دو حلقه در سر طناب)
- گره بولین اسپانیایی (برای ایجاد دو حلقه در سر طناب)
- گره حلقه دو-وَری (Rigid Double Splayed Loop in a Bight)

### گره‌های قلابی
- خفت
- خفت دوپر
- خفت لغزنده
- گره پروسیک
- گره پنجه گربه‌ای
- گره تک
- گره تور ماهی‌گیری
- گره راننده کامیون
- گره سطل

### در جراحی
- گره سوزن‌گیر
- گره یکدستی
- گره دودستی

### در قالیبافی
- گره فارسی
- گره ترکی
- گره نخودی
- گره پنجره‌ای
- دوگره

### انواع گره در کراوات
- گره دوگانه کراوات
- گره کوچک کراوات
- گره اطلس
- گره اریب
- گره انگلیسی کراوات
- گره نیمه‌انگلیسی
- گره ایتالیائی کراوات
- گره ایتالیایی کراوات
- گره ترکی کراوات
- گره ساده کراوات
- گره شرقی کراوات
- گره ایرانی کراوات (Persian tie knot)
- گره ویندزور (Windsor tie knot)
- گره نیمه‌ویندزور
- گره اوناسیس
- گره کمانی
- گره پرات
- گره پلتسبورگ
- گره چهار-در-دست